# Cydia coniferana
Cydia coniferana es una especie de polilla del género Cydia, tribu Grapholitini, familia Tortricidae. Fue descrita científicamente por Saxesen in Ratzeburg en 1840.
La envergadura es de unos 11-13 milímetros. Se distribuye por Europa: Alemania.